# Castle Roche

Castle Roche

Castle Roche (auch Roche Castle, irisch Dún Gall) ist die Ruine einer Höhenburg aus normannischer Zeit etwa 10 km nordwestlich von Dundalk im irischen County Louth. Die Burg war der Sitz der Familie De Verdun oder De Verdon, die die Burg 1236 errichten ließ. Sie gilt als National Monument.
Castle Roche liegt auf einem großen Felsvorsprung und bietet ausgedehnte Ausblicke auf das umgebende Land. Zusammen mit einem tiefen Graben machten ihre starken Mauern sie nahezu unüberwindlich. Ein Geheimgang verband einst die Burg mit einem Außenposten in einem Rundturm. Die Roman’s Well liegt ganz in der Nähe.

## Geschichte
Die Familie De Verdun von Alton Castle in Staffordshire spielte eine Rolle in der Geschichte der Region, da Bertram de Verdon mit der ersten Expedition von König Johann Ohneland nach Irland kam. 1185 hatte er ein Herrenhaus auf dem Castletown Mount errichten lassen und erhielt 1189 die Charta der Stadt.
Bertram de Verdons Enkelin Rohese aus Alton Castle in England war mit Theobald le Bottelier, 2. Chief Butler of Ireland, verheiratet. Nach dem plötzlichen Tod ihres Gatten auf einer Reise nach Poitou in Frankreich zog die Witwe auf ihre Ländereien in Irland um. Sie begann sofort mit der Befestigung dieser Ländereien mit einer Burg. Eine Legende besagt, dass ihre Wankelmütigkeit alle möglichen Architekten abschreckte; sie bot ihre Hand (und damit einen Teil ihres Reichtums) dem Mann an, der eine Burg nach ihren Wünschen erstellte. Die Legende erzählt weiterhin, dass sie nach dem Hochzeitsmahl in der gerade fertiggestellten Burg ihren Gatten in ihr Brautgemach bat und ihn drängte, ihren Besitz vom großen Schlafzimmerfenster aus zu betrachten. Sie stieß ihren neuen Gatten aus dem Fenster und er stürzte zu Tode. Dieses Fenster wurde danach „Mordfenster“ genannt. Rohesia wurde Nonne in der Gracedieu-Abtei in Leicestershire, starb 1247 und wurde in der nahegelegenen Pfarrkirche von Belton begraben, wo man heute noch ihr Grabmal sehen kann. Auch wenn man allgemein annimmt, dass Rohesia den Auftrag zum Bau der Burg erteilt hat, so hat doch ihr Sohn, Theobald John, den größten Teil anbauen lassen. Der Name „Castle Roche“ kommt von seiner Lage; roche ist das französische Wort für Felsen.
Die Burg befand sich in strategisch wichtiger Lage an der Grenze zwischen der (damals) ausschließlich gälischen Provinz Ulster und dem von den Anglonormannen kontrollierten Territorium namens Pale. Sie wachte über den Weg ins heutige South Armagh. Die Familie De Verdon hielt die Burg viele Jahre lang. Nicholas de Verdon († 1316) lebte dort in der Zeit des Einfalls von Edward Bruce, dem Bruder des schottischen Königs Robert the Bruce. 1561 fanden dort alle englischen Truppen zusammen, aber 1641, bei der Rückeroberung Irlands, wurde die Burg schließlich zerstört.